# Jean-Baptiste d’Ornano

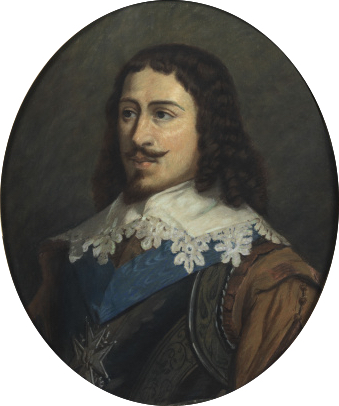
Jean-Baptiste d’Ornano, maréchal de France, Anonym, 1861, Musée de l’Armée

Jean-Baptiste d’Ornano (* Juli 1581 in Sisteron; † 2. September 1626 Schloss Vincennes), Comte de Montlaur, war ein französischer Adliger, Militär und Höfling, der wenige Monate vor seinem Tod im Gefängnis zum Marschall von Frankreich ernannt wurde.

## Leben
Jean-Baptiste d’Ornano war der älteste Sohn des Marschalls Alphonse Corse, genannt d’Ornano und von Marguerite Louise de Grasse de Pontevez de Flassans, sowie Enkel von Sampiero Corso. 1596, im Alter von nicht einmal 15 Jahren, kommandierte er bereits eine Kompanie Chevaulegers, mit der er bei der Belagerung von La Fère (1595/96) und der Belagerung von Amiens (1597) kämpfte.
Am 20. September 1597 wurde er anstelle seines Vaters, der am 6. September den Marschallstab erhalten hatte, zum Colonel général des Corses und des Regiments dieser Region ernannt. 1600 und 1601 nahm er an allen Feldzügen in Savoyen teil, auch beim Angriff auf das Fort Sainte-Catherine de Songy in Viry.
Am 25. Januar 1610 wurde er, nach der Demission seines Vaters als Lieutenant-général von Guyenne, Gouverneur von Château Trompette in Bordeaux, und trat danach als Kommandeur des Régiment des Corses zugunsten seines Bruders zurück. Nach dem Tod des Königs Heinrich IV. (14. Mai 1610) hielt er die Guyenne und das Languedoc im Gehorsam zum neuen König Ludwig XIII.
Am 4. Februar 1611 heiratete er Marie de Raymond, Comtesse de Montlaur, Tochter von Louis de Raymond, Marquis de Maubec, Comte de Montlaur, und Marie de Montgiron, sowie Witwe von Philippe d‘Agoult, Baron de Grimault, Comte de Sault. Die Ehe blieb kinderlos.
Als Concino Concini am Hof seinen Einfluss ausübte, hatte Ornano einen schweren Stand; aber die Gunst, in der dessen Gegner, der Marschall Luynes, sein Verwandter, stand, schützte ihn. 1617 ließ man ihn dann im Parlement den Tod Concinis (24. April 1617) verkünden.
Am 25. Mai 1618 – nach der Demission des Marschall Luynes, der ins Gouvernement der Île-de-France wechselte – wurde er zum Lieutenant-général der Normandie ernannt, insbesondere zum Gouverneur von Quillebeuf, Pont-de-l’Arche und Pont-Saint-Esprit im Austausch gegen das Château Trompette.
Am 22. März 1619 wurde er zum Maréchal de camp befördert. Am 1. Oktober 1619 betraute ihn Ludwig XIII. mit der Erziehung seines Bruders, des Thronfolgers Gaston, nachdem die Aufgabe durch den Tod von François de Daillon, Comte du Lude, frei geworden war, und ernannte ihn gleichzeitig zum Premier Gentilhomme de la Chambre des Prinzen, zum Surintendant-général de sa Maison et ses Finances und zum Lieutenant de sa Compagnie de 200 Hommes d’Armes. Am 31. Dezember 1619 wurde er zum Ritter im Orden vom Heiligen Geist ernannt.
Ornano, ausgestattet mit einem vorteilhaften Äußeren und einer aktiven Vorstellungskraft, war für Erfolge zugänglich, die auf Intrigen basieren – und die Zeiten waren günstig für derartige Entwicklungen. Er gewann mit geschickt gemilderter Strenge rasch Einfluss auf den Verstand seines Schülers, und er versprach sich selbst ein glänzendes Ergebnis, indem er Gaston den Wunsch nahelegte, in den Rat des Königs aufgenommen zu werden. Gaston, kaum sechzehn Jahre alt, bestand nun darauf, angesichts seines Rangs als Thronfolger diese Beteiligung an den Staatsangelegenheiten zu erlangen.
Von Mai bis Juni 1624 forderte der Marquis de La Vieuville, Surintendant des Finances seit Anfang 1623, die Entlassung und Verbannung Ornanos. Im Juni erhielt Ornano dann den Befehl, sich nach Pont Saint-Esprit, wo er Gouverneur war, zurückzuziehen, und wurde, als er dem Befehl nicht Folge leistete und stattdessen nach Paris reiste und sich schriftlich an den König wandte, um sich zu rechtfertigen, erst in der Bastille und dann in der Burg Caen eingesperrt.
Als La Vieuville dann am 13. August 1624 selbst festgenommen worden war, forderte Gaston erfolgreich, seinen Lehrer freizulassen, und Ornano wurde an den Hof zurückgerufen und in seine Ämter wieder eingesetzt. Zudem erreichte Gaston, dass Ornano am 7. April 1626 zum Marschall von Frankreich ernannt wurde – wobei diese Ehrungen die Maßnahmen, die für seinen Sturz getroffen wurden, verschleierten.
Nun war es Richelieu, dem es nicht gelungen war, Ornano in seine Partei herüberzuziehen, der ihn beim König in ein schlechtes Licht setzte. Er machte ihn für Gastons Widerstand gegen die geplante Heirat mit Mlle de Montpensier, damals eine der reichsten Erbinnen in Frankreich, verantwortlich, deren Ehe mit Gaston dem Königshaus das Montpensier-Vermögen gesichert hätte. Er warf Ornano zudem vor, den Bruder des Königs zu einer Ehe mit einer ausländischen Prinzessin bestimmt zu haben, die diesen unabhängig gemacht hätte.
Am 4. Mai 1626 befahl Ludwig XIII., ihn wegen angeblicher Verwicklung in die Chalais-Verschwörung ein zweites Mal zu verhaften. Von Schloss Fontainebleau brachte man ihn am 5. Mai nach Schloss Vincennes, wo er am 2. September 1626 starb. In den Quellen wird eine Vergiftung angegeben, zumindest, dass der starke Verdacht dafür bestand.
Gaston de Bourbon, seit 24. April 1626 Herzog von Orleans, schien vom Tod seines Erziehers nicht getroffen zu sein, hatte er doch bereits seine Gleichgültigkeit bewiesen, indem er Chalais seinen Feinden überließ. Zudem war am 5. August der Orléans-Montpensier-Ehevertrag geschlossen und am Tag darauf die Hochzeit gefeiert worden.
Jean-Baptiste d’Ornano wurde in Aubenas im Vivarais bestattet.